# ماتيلدا كولين نولز
ماتيلدا كولين نولز (بالإنجليزية: Matilda Cullen Knowles)‏ هي عالمة أشنيات ‏ وعالمة نبات أيرلندية، ولدت في 31 يناير 1864 في بيليمينا في المملكة المتحدة، وتوفيت في 27 أبريل 1933 في دبلن في جمهورية أيرلندا.
تُعتبر ماتيلدا مؤسسة علم دراسة الأشنيات الأيرلندية الحديث بفضل مساهماتها في مطلع القرن العشرين في مهمة مسح جزيرة كلير، والتي كانت تتطلب باحثين من مختلف التخصصات. ومنذ عام 1923 كانت تساهم في الإشراف على معشبة المتحف القومي الأيرلندي – والمعشبة هي عبارة عن مجموعة من الأعشاب المجففة – والتي تقع حاليًا في حدائق النباتات الوطنية في أيرلندا. وقد قيل عن أعمالها أنها «ساهمت في تأسيس علم النباتات اللازهرية في أيرلندا وجزر أوروبا القارية».

## مطلع حياتها وتعليمها
وُلدت ماتيلدا عام 1864 في قرية كاليباكي بالقرب من بيليمينا، أيرلندا. وقد شجعها والدها من البداية على الاهتمام بعلوم النباتات، فقد كان هو الآخر عالمًا هاوٍ، واعتاد أن يحضرها هي وأختها معه إلى اجتماعات نادي بلفاست للعلوم الطبيعية. وهناك التقت بروبيرت لويد بريجر لأول مرة، والذي كان له تأثيرًا على فكرها طيلة حياتها. وفي عام 1895 تعرفت على عالمة النباتات ماري ليبودي، ولاحقًا تعاونا معًا على كتابة تكلمة لكتاب «Flora of North-east of Ireland» (نباتات شمال شرق أيرلندا) من تأليف صمويل ستيوارت وتوماس كوري.
ولاحقًا تطوعت ماتيلدا للمساعدة في استيراد المواد الخام الخاصة بنباتات مقاطعة تيرون من الجماهير. وبينما كانت تنشغل في ذلك، نشرت ماتيلدا أول ورقة بحثية لها عن النباتات المزهرة في تيرون عام 1897. وفي نهاية المطاف بعثت ماتيلدا ما يتجاوز 500 عينة من النباتات حتى يتم إدراجها في كتاب «Irish Topographical Botany» (علم النباتات الطبوغرافي في أيرلندا) والذي نشره بريجر عام 1901. ثم التحقت ماتيلدا وأختها بالكلية الملكية للعلوم في أيرلندا لمدة عام تقريبًا، حيث درست بضعة مساقات عن العلوم الطبيعية في وقت ما في الفترة بين 1896-1900.
وفي عام 1902، عُينت مساعدة مؤقتة في قسم العلوم النباتية في المتحف الوطني للعلوم والفنون. وفي أثناء ذلك عملت بجانب البروفيسور توماس جونسون على تطوير مجموعة الأعشاب الخاصة بالمعشبة. وكذلك اشتركت معه في تأليف كتاب «Hand List of Irish Flowering Plants and Ferns (1910)» (قائمة بالنباتات المزهرة والسراخس الأيرلندية).

## حياتها المهنية

### مسح جزيرة كلير
ومن بين أول أعمال ماتيلدا هو كتاب «The Maritime and Marine Lichens of Howth» (الأشنيات البحرية في قرية هاوث)، والذي نُشر عام 1913 من قبل الجمعية الملكية في دبلين. ولهذا الغرض كانت ماتيلدا تعمل على جمع المعلومات والخبرات اللازمة لإتمامه، وفي ذات الوقت كانت تساند في مهمة مسح جزيرة كلير كما اقترح عليها روبيرت لويد بريجر. وتضمنت تلك المهمة التي استمرت خلال الفترة 1910-1911 دراسة العديد من النواحي الطبيعية في تلك الجزيرة الصغيرة التي تقع بالقرب من خليج كلو في أيرلندا. ولم تقتصر تلك المهمة على العلماء الأيرلنديين فحسب، بل شارك فيها عدد من العلماء الأوروبيين كذلك، ومن بينهم عالمة الأشنيات الإنجليزية آني سميث. وقد قيل أن تلك المهمة كانت أكثر الأعمال الميدانية شمولًا في زمانها. وكنتيجة لذلك استطاعت ماتيلدا أن تضع حجر الأساس في مهنتها المتعلقة بدراسة الأشنيات.

### دراساتها عن الأشنيات
ونشرت ماتيلدا ما يتجاوز 30 مقالة علمية تتعلق بمواضيع مختلفة عن علم النباتات في الفترة بين 1897-1933. وبينما كانت تقوم بدراسة أشنيات قرية هاوث، لاحظت أن المناطق الساحلية التي تنمو عليها الأشنيات تنقسم إلى ثلاثة مناطق منفصلة عن بعضها بسبب تأثير المد والجزر، حيث يمكن تمميزها بلون الأشنيات التي تنمو عليها: أشنيات سوداء، وبرتقالية، ورمادية.
ومن أهم أعمالها كتاب «The Lichens of Ireland» (أشنيات أيرلندا)، حيث أضافت فيه 100 نوع جديد من الأشنيات إلى قائمة الأنواع في أيرلندا، وسجلت فيه مناطق توزيع 800 نوع متواجد في أيرلندا، وذلك بناءً على اقتراح بريجر. وقد أنجزت تلك المهمة بمساعدة ثلاثين عالمًا آخرين. وقد نُشر الكتاب عام 1929، وتضمن 20 نوعًا جديدًا لم يسبق ظهوره في أيرلندا من قبل.

## أواخر حياتها
تقاعد البروفيسور توماس جونسون عام 1923، مما سنح الفرصة لماتيلدا أن تتقلد منصب الإشراف التام على المتحف، وعملت بجانب مارجاريت بيوكانان. ومع تقدمها في السن، ضعف سمعها بشدة حتى أنها كانت تستعين ببوق الأذن حتى تسمع جيدًا. وعلى الرغم من فقدانها حاسة السمع، إلا أنها كانت تواظب على حضور الاجتماعات، وحينما تكتفي من الإنصات والحديث كانت تضع بوق الأذن أمامها حتى تشير إلى انتهاء الحديث. وظلت ماتيلدا تشرف على مجموعة الأعشاب في المتحف الوطني وتضيف إليه كل ما هو جديد، إلا أنها لم تحصل على الإشادة التي تستحقها. وفي عام 1923 كانت تنوي التقاعد لكن داء الالتهاب الرئوي قد أنجز على حياتها قبل أن يتم لها ذلك. توفيت ماتيلدا في دبلين في 27 أبريل 1933.

## تكريمها
وفي أكتوبر عام 2014، قرر المجلس الوطني الأيرلندي للعلوم والهندسة أن يحتفل بالذكرى الـ150 لمولد العالمة ماتيلدا نولز عن طريق بناء نصب تذكاري في الحدائق النباتية الوطنية في أيرلندا تخليدًا لذكراها.

## قائمة بأعمالها المنشورة
- «النباتات المزهرة في مقاطعة تيرون» (1897).
- «قائمة بالنباتات المزهرة والسرخسيات الأيرلندية» (1910).
- «الأشنيات البحرية في قرية هاوث هيد، أيرلندا» (1914).
- «أشنيات أيرلندا» (1929).